# Makstil Skopje
Makstil Skopje (code MBI 10 : STIL) est une entreprise métallurgique macédonienne qui a son siège social à Skopje. Elle entre dans la composition du MBI 10, l'indice principal de la Bourse macédonienne.
Makstil est fondée en 1997. La compagnie est issue de la privatisation et de la restructuration de l'ancienne entreprise métallurgique d'État. Elle fait partie du groupe brésilien Duferco.
L'entreprise produit surtout des tôles laminées, des bobines laminées et des bandes galvanisées. Elle fabrique 1 200 000 tonnes de matériel par an.